# گول‌خوردن‌هایت
«گول خوردن‌هایت» (به انگلیسی: Best of You) ترانه‌ای از فو فایترز، گروه آلترنیتیو راک آمریکایی است. این ترانه اولین تک‌آهنگ از پنجمین آلبوم استودیویی گروه به نام به افتخارت است که در سال ۲۰۰۵ منتشر شد. دیو گرول، خواننده گروه اظهار داشته است که آهنگ را پس از حضور در کمپاین انتخاباتی جان کری برای انتخابات ریاست جمهوری سال ۲۰۰۴ آمریکا نوشته است و « در مورد رها شدن از دست چیزهایی است که شما را محدود می‌کند». تا به امروز این ترانه تنها ترانه گروه فو فایترز است که در ایالات متحده گواهینامه پلاتینیوم دریافت می‌کند. این ترانه که گروه را تا بالاترین رتبه در جداول ایالات متحده (رتبه ۱۸)، انگلیس (رتبه ۴) و استرالیا (رتبه ۵) بالا آورد، نامزد دریافت جایزه گرمی بهترین ترانه راک هم شد. ترانه برنده جایزه بهترین تک‌آهنگ کرنگ شد و همچنین برای مدت چهار هفته هم در صدر ترانه‌های راک مد روز بیلبورد قرار گرفت و علاوه بر آن، برای مدت هفت هفته هم در صدر جدول ترانه‌های مدرن راک داغ قرار داشت. پس از اینکه گروه فو فایترز این ترانه را در لایو ارت به صورت زنده اجرا کرد، ترانه مجدداً وارد جدول تک‌آهنگ‌های بریتانیا شد و در جایگاه ۳۸ قرار گرفت.